# サウンド・ドリーマー
『サウンド・ドリーマー』とは、ラジオ大阪で2013年4月1日から2014年7月3日まで放送されたラジオの音楽番組。

## 番組概要
チェコ出身のスザンカが、様々なジャンルの音楽を交えて、国内外の話題を紹介し、一日の終わりに、リスナーにリラックスして聞いていただく番組。

## パーソナリティ
- スザンカ

## 放送時間
- 月曜-木曜 22時30分-23時30分